# Tanja Ribič
Tanja Ribič (Trbovlje, 28 giugno 1968) è un'attrice e cantante slovena.
Ha partecipato all'Eurovision Song Contest 1997 in rappresentanza della Slovenia con il brano Zbudi Se.

## Filmografia parziale
- No Man's Land (Ničija zemlja), regia di Danis Tanović (2001)
- Kajmak in marmelada  (2003; Serie TV)
- Naša mala klinika (2004-2007; Serie TV)